# Anton Pashku
Anton Pashku, född 1937 i Prizren i Kosovo, död 1995 i Pristina i Kosovo, var en albansk författare. Han var en centralfigur i albansk litteratur på 1900-talet.

### Fotnoter
1. ↑  Library of Congress Authorities, USA:s kongressbibliotek, id-nummer i USA:s kongressbiblioteks katalog: n85197777, läst: 8 november 2019.[källa från Wikidata]
2. ↑  Library of Congress Authorities, USA:s kongressbibliotek, id-nummer i USA:s kongressbiblioteks katalog: n85197777, läst: 17 december 2019.[källa från Wikidata]
3. ↑  Bibliothèque nationale de France, BnF Catalogue général : öppen dataplattform, id-nummer i Frankrikes nationalbiblioteks katalog: 13604893m, läst: 25 mars 2017.[källa från Wikidata]